# Giovanni Bardi

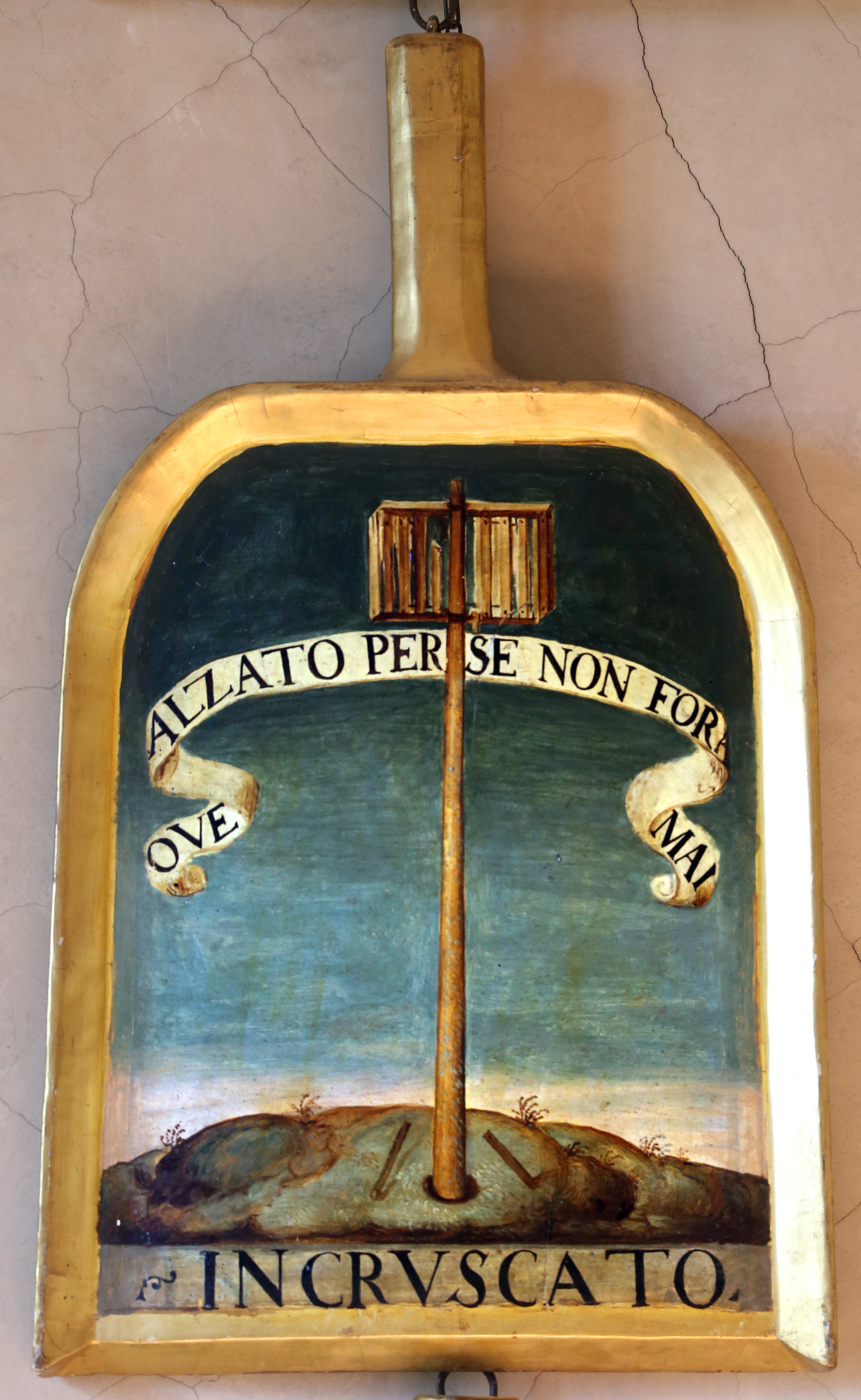
Shovel of Giovanni de' Bardi (Incruscato) at Accademia della Crusca

Giovanni Bardi o Giovanni Maria de' Bardi (Florència, 5 de febrer de 1534 - Florència, 1612) fou comte de Vernio, militar, acadèmic, escriptor, músic, diplomàtic, polític i mecenes italià. Impulsor i animador de la "Camerata Florentina", grup d'artistes i intel·lectuals de la Florència dels Mèdici.

## Joventut
Fill de Camilo di Filippo i de l'Argentina di Pier de' Bardi, va rebre formació militar i humanista, amb coneixements de grec i llatí.
De jove va haver de superar diversos incidents amb la justícia, amb breus estades a la presó, fruit d'activitats violentes, especialment durant el carnaval de 1552.
La família Bardi ja des del segle xiv va tenir una gran presència en la regió de la Toscana, tant en l'àmbit econòmic com cultural, deixant petjades artístiques i arquitectòniques en diverses poblacions de la Toscana, com la Capella Bardi a la basílica de la Santa Croce i el Palau Bardi a Florència o el Palau Alberti a Prato i Giovanni Bardi va destacar en l'àmbit italià i europeu, com una figura de primer pla en la cultura del renaixement de finals del segle xvi.
El 1562 es va casar amb Lucrecia Salviati amb qui va tenir quatre fills: Filippo (va ser bisbe de Cortona), Cosúno (arquebisbe de Florència i nunci del papa Urbà VIII), Alfonso ("cavalieri gerosolimitano") i Pietro.

## Activitat militar
A les ordres del Duc Cosme de Mèdici va participar en la guerra de Siena (1553-1554) i el 1565 en la defensa de Malta contra els turcs. Més tard va ser un dels capitans de les tropes toscanes que van ajudar a l'emperador Maximilià II del Sacre Imperi Romanogermànic a protegir les fronteres a Hongria davant de les tropes turques.
El Papa Climent VIII, molt vinculat a la família Bardi en la seva època de cardenal, el va cridar a Roma (1592) i el va nomenar Mestre de Cambra i lloctinent de la Guàrdia suïssa. Al cap de dos anys (1594) va ser conseller del comandant de les tropes papals que van lluitar contra els turcs a Hongria, on Bardi es va distingir en els setges de Strigonia (Esztergom) i Viszgrad.

## Camerata Fiorentina
Bardi va ser el promotor, animador i mecenes de la Camerata Fiorentina, també coneguda com a Camerata Bardi, grup d'artistes i intel·lectuals que a finals del segle xvi es reunia al Palazzo Bardi per discutir de filosofia, música, teatre, ciència i art. La primera reunió documentada està datada el 14 de gener de 1573.
Entre els participants a les reunions cal destacar a Girolamo Mei, Jacopo Peri, Giulio Caccini, Emilio de' Cavalieri, Ottavio Rinuccini i Vincenzo Galilei (músic i teòric de la música i pare del futur científic Galileo Galilei).
L'activitat filosòfica-lingüística-musical, tenia com un dels objectius principals la recerca d'un nou llenguatge que permetés reproduir la forma de fer teatre i música de l'antiga tragèdia grega, amb una crítica a la polifonia i com a contrast utilitzar la música monòdica, que d'alguna forma es va configurar com base del melodrama, amb una barreja de recitatiu i de cant.

## Activitat acadèmica, literària i musical
Bardi alternava l'activitat militar i d'home de la Cort, amb la participació activa en la vida literària, acadèmica, intel·lectual i musical de Florència i més tard en la de Roma.
El 30 de juny de 1574 va ingressar com a membre de "l'Academia dels "Alterati" amb el nom de Puro, on va participar de forma destacada en la polèmica sobre la poesia d'Ariosto, versus la de Torquato Tasso (que el 1575 va escriure Jerusalem alliberada)
El 12 de març de 1585, amb el nom d'Incrustato va entrar a l'Academia de la Crusca, on va col·laborar de forma molt activa, conjuntament amb els seus fills Pietro i Cosúno. Entre altres activitats va ajudar a la confecció del Vocabulari de Crusca, editat el 1612 any de la seva mort.
Bardi va escriure en formats diversos (discursos, poesia, tractats, comèdies, etc.) sobre gran varietat de temes (tragèdia clàssica, arqueologia, música) i també com a músic va compondre madrigals, com el que va escriure amb motiu del casament de Vincenç Gonzaga amb Elionor de Mèdici, sobre el text de G.B. Strozzi: "Mentre gli acuti dardi". També va col·laborar en el disseny i posada a punt de diversos "intermedis", com el que es va incloure en la representació de la comèdia "La Pellegrina" de Girolamo Bargali, durant el casament de Ferran de Mèdici amb Cristina de Lorena l'any 1958, en aquest esdeveniment i van participar més de cent artistes, amb música de Cristofano Malvezzi, Luca Marenzio, Emilio de Cavalieri i el mateix Bardi, i escenografia, decorats i vestuari de l'arquitecte Bernardo Buontalenti, que entre altres obres va dissenyar la "Gruta dels Jardins de Boboli" a Florència.

## Calcio
En una altra vessant dels seus interessos, Bardi va escriure (1580) un text titulat: "Discorso, sopra il Giuco del Calcio Fiorentino", una mena de reglament amb 33 articles o capítols del "Calcio", que es pot considerar el precedent de l'actual futbol i rugbi.

## Bardi i el segle XX
La memòria de Bardi ha estat present en diverses iniciatives musicals del segle xx, com:
1. 1986: Andrew Constantine crea a Leicester, l'orquestra Simfònica Bardi, inicialment com a Orquestra de Cambra[9]
2. 1998: A Arrecife, illa de Lanzarote, creació del "Coro de Camara Giovanni Bardi"[10]
3. 2008: 11 de març, s'estrena al Teatre Nazionale de Roma, el musical: "La Camerata de Bardi" de Debora Beronesi i Marco Frusoni, amb l'actor Sergio Esposito en el paper de Bardi.